# Pugsley Addams
Pugsley Addams (conocido en Hispanoamérica como Pericles) es un personaje de la franquicia The Addams Family, siendo el hijo de Gomez y Morticia Addams dentro de la familia titular. Fue creado por Charles Addams para The New Yorker en los años 1930.

## Descripción
Pugsley es un niño de 12 años con sobrepeso, de cabello rubio que usualmente usa camisetas de rayas y pantalones cortos. En la versión original de la teleserie era el hijo mayor, aunque en las demás versiones es el segundo hijo después de Wednesday. Tiene un pulpo como mascota llamado Aristóteles. En la serie original, Pugsley muestra un comportamiento más inocente e ingenuo, e incluso llega a comportarse como un niño normal para horror de su familia, teniendo de mascota un cachorro y uniéndose a los Boy Scout, razón por la cual es llevado a terapia psiquiátrica, siendo así la "oveja negra" de la familia por su normalidad. En la película para televisión Halloween with the Addams Family que se filmó diez años después de terminada la serie aparece de visita tras irse a formar como médico brujo.
En las demás versiones, se muestra un aspecto más oscuro de Pugsley siendo un niño sádico que gusta de asistir a su hermana Wednesday en conductas sociópatas.